# ロゼット (装飾)

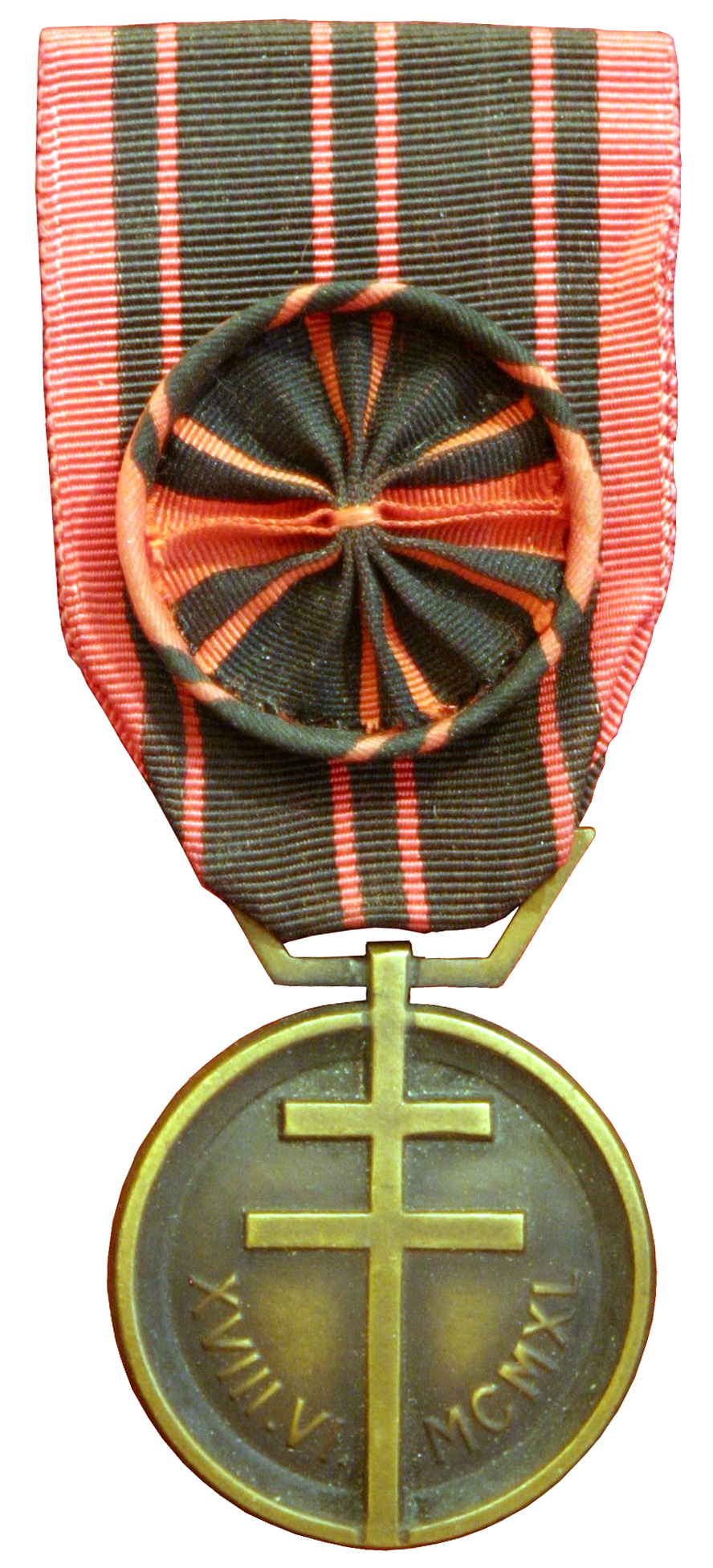
大型のロゼットを綬に付けたレジスタンス記章。より小型のロゼットは、大抵は勲章や記章の本体とは別に佩用される。

ロゼット（英: Rosette, [roʊˈzɛt]）は、通常勲章やメダルなどの記章に用いられる小型で円形の装飾。当該の記章がより高位であることを示すため、または背広姿のように記章を佩用（着用）するのが不適切とみなされる場合のいずれにも用いられ、ベルギー、フランス、イタリア、日本などの国々で規定されている。また、その形状によりボウノット（英: bowknot）と呼ばれることがある。さらに、大型のロゼットは特定の騎士団のオフィサー（英: Officer、フランス語ではオフィシエ）またはグランドオフィサー（英: Grand Officer、フランス語ではグラントフィシエ）の勲章を吊り下げる綬（リボン）に取り付けられることがある。
いくつかの小型のラペル用のロゼットは、ラペルピン（ピンズ）と同様の決まりに基づいて佩用される。例えば、大英帝国勲章の受章者は、以前は全くの金属製ラペルピンを使用していたが、現在では勲章の十字を中央に据えたラペル用のロゼットを佩用している。絹製ロゼットの台座を設けた金属のラペルピンは区別のための装飾と考えられているが、これはリボンの台座のない金属の章においてはその限りではない。

## 日本
| 旭日小綬章 |  | 瑞宝小綬章 |
| 旭日小綬章 |  | 瑞宝小綬章 |

日本の現行の栄典制度下で、ロゼットを綬に付ける勲章は旭日小綬章（旧・勲四等旭日小綬章）と瑞宝小綬章（旧・勲四等瑞宝章）の2種があり、制定法令上では「綵花」（さいか）と呼ばれている。
また、各種勲章（菊花章・桐花章・旭日章・瑞宝章・宝冠章および文化勲章）および褒章の略綬は2003年（平成15年）の栄典制度改革以降、全てがロゼット形であり、特に菊花章、桐花章、旭日・瑞宝・宝冠各章の上位3等級および文化勲章の略綬は、ロゼットの左右両側に土台（翼）が付く。
1890年（明治23年）から1947年（昭和22年）まで制定されていた金鵄勲章でも、1937年（昭和12年）以降の功四級金鵄勲章の綬にはロゼットが追加され、略綬も上記各勲章と同様に次第にロゼット形へ整えられていった。

## アメリカ合衆国

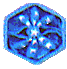
名誉勲章のロゼット

アメリカ合衆国では、名誉勲章に平服のラペルに佩用可能な0.5インチの白星模様を織り込んだ水色のロゼットが定められている。かつては、パープルハート章にも紫色と白色のロゼットが定められていたが、現在では金属のラペルピンに代わられている。ラペルピンはより小型の長方形略綬の形で平服用に定められている。ほとんどのアメリカの軍事勲章は、ラペルピンのサイズに縮小した略綬を定めている。アメリカ革命の息子達の会員は、ジョージ・ワシントンと大陸軍の制服の色に合わせた青色とバフ色のロゼットのピンを佩用している。

## ベルギー

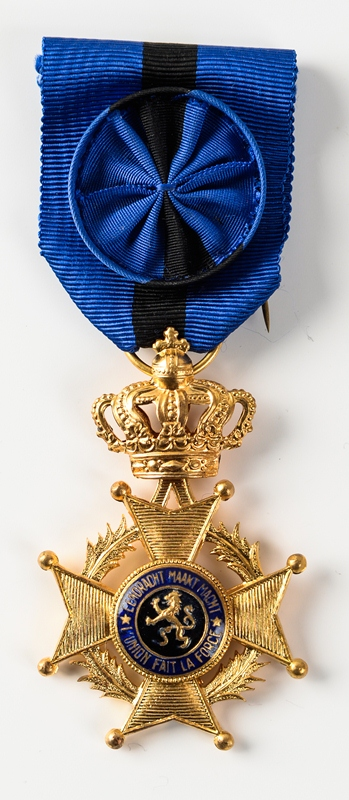
ロゼットを綬に付けたレオポルド2世勲章オフィシエ

ベルギーでは、全ての国家の勲章（レオポルド勲章、王冠勲章、レオポルド2世勲章、休止中のアフリカの星勲章やベルギー獅子勲章）のオフィシエの等級にロゼットが付けられる。
それらのロゼットは適切な平服に略綬として佩用することも可能で、オフィシエより上の等級（コマンドゥール、グラントフィシエ、グランクロワ）のロゼットの左右両側には金もしくは銀の翼が付く。また、準礼装で佩用する略綬にも付随する。

## フランス

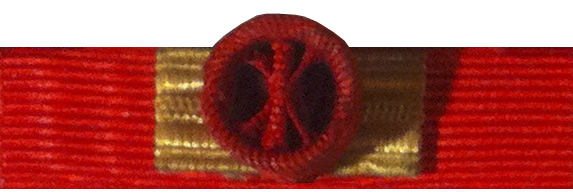
レジオンドヌール勲章グランクロワのロゼット

レジオンドヌール勲章や国家功労勲章など、フランスの高位勲章のいくつかでは、章にロゼットが付けられる。レジオンドヌール勲章ではオフィシエやその上の等級にロゼットを用いることが認められている。等級がより高い場合、ロゼットの左右両側には金もしくは銀の翼が付く。国家功労勲章にも同じ決まりが定められている。略綬を単体で佩用する場合は、佩用者の等級を適切に示すために上記のロゼットないし翼がその上に取り付けられる。

## イギリス

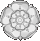
銀のロゼット

イギリスでは、小型の銀のロゼットが記章の略綬の上に付加される。大抵、これらは複数回受賞、つまり功労または殊勲の表彰を受けた回数を表す（章のミニチュアが略綬に付くジョージ・クロス、ヴィクトリア十字章は例外）。また、1914年星章、1939-45年星章、大西洋星章、太平洋星章、ビルマ星章、南大西洋メダル（フォークランド紛争の従軍記章）、1991年の湾岸戦争メダルやシエラレオネメダルの受章者も、従事した戦闘において一定の基準を満たせばこれらのロゼットを受章することができた。

## 家系団体
アメリカ合衆国の家系団体のいくつかでは、略礼装用の会員章としてロゼットを配布している。